# Gladela
Gladela là một chi bướm đêm thuộc họ Geometridae.